# Neutrodiaptomus
Neutrodiaptomus é um género de crustáceo da família Diaptomidae.
Este género contém as seguintes espécies:
- Neutrodiaptomus alatus Hu, 1943
- Neutrodiaptomus amurensis (Rylov, 1918)
- Neutrodiaptomus formosus (Kikuchi K., 1928)
- Neutrodiaptomus genogibbosus Shen, 1956
- Neutrodiaptomus incongruens (Poppe, 1888)
- Neutrodiaptomus lianshanensis Sung, Shen, Sung, Li & Chen, 1975
- Neutrodiaptomus liaochengensis Chen et al., 1992
- Neutrodiaptomus lobatus (Lilljeborg, 1889)
- Neutrodiaptomus mariadvigae (Brehm, 1921)
- Neutrodiaptomus nanaicus Borutzky, 1961
- Neutrodiaptomus okadai (Horasawa, 1934)
- Neutrodiaptomus ostroumovi (Stepanova, 1981)
- Neutrodiaptomus pachypoditus (Rylov, 1925)
- Neutrodiaptomus sklyarovae Markevich, 1985
- Neutrodiaptomus tumidus Kiefer, 1937
- Neutrodiaptomus tungkwanensis Shen & Song, 1962